# Volkmar II. von Brandenburg
Volkmar II. von Brandenburg war von 1085/1088 bis 1102 Bischof von Brandenburg. Er war der zweite Brandenburger Bischof mit diesen Namen.

## Leben
Seine Weihe zum Bischof erhielt Volkmar II. von Brandenburg von dem Erzbischof Hartwig von Hersfeld im Jahr 1085, nach der Vertreibung des Erzbischofs Hartwig von Spanheim durch Kaiser Heinrich IV. Sein Tod wird vor 1102 an einem 3. oder 10. Dezember angenommen.

## Quelle
- Personendatenbank zur Germania Sacra, abgerufen am 28. Juni 2017.
- Germania-sacra, abgerufen am 28. Juni 2017.